# Sió
Il Sió (ungherese: Sió csatorna) è un canale artificiale che si trova in Ungheria centrale. Esso costituisce l'emissario del lago Balaton. Esce dal lago nella città Siófok dirigendosi verso sud-est, attraversa Simontornya quindi vira verso sud, attraversa la città di Szekszárd ed alcuni chilometri ad est di questa si immette nel Danubio. Il fiume Sió attraversa le contee ungheresi di Somogy, Fejér e Tolna.
Il Sió è utilizzato per regolare l'altezza dell'acqua nel lago Balaton attraverso la chiusa di Siófok. La chiusa attuale è stata costruita nel 1891, ma ha avuto diversi predecessori. La prima chiusa è attribuita all'imperatore romano Galerio nel III secolo d.C.
Prima dell'apertura del canale di Sió, il livello dell'acqua era 3 metri più alto di ora e la relativa superficie del lago Balaton era circa due volte più grande del presente.
Il livello d'acqua del lago Balaton è regolato dal 1977: deve essere fra 70 centimetri e 110 centimetri (misurati a Siófok ad una altezza di 103,41 m dal livello del mare). Nel caso il livello d'acqua salga oltre i 110 centimetri, la chiusa viene aperta per proteggere le rive del lago e le relative infrastrutture. Tuttavia, in questi ultimi anni la quantità dell'acqua sta diminuendo continuamente nel lago Balaton, per cui il canale è stato chiuso per lunghi periodi.